# Мирамас
Мирамас (фр. Miramas) град је у Француској, у департману Ушће Роне.
По подацима из 1999. године број становника у месту је био 22.526.

## Демографија
| 1962. | 1968.  | 1975.  | 1982.  | 1990.  | 1999.  | 2011.  |
| ----- | ------ | ------ | ------ | ------ | ------ | ------ |
| 9.943 | 10.544 | 15.585 | 20.414 | 21.602 | 22.526 | 25.265 |